# Moncontour, Vienne

Moncontour este o comună în departamentul Vienne, Franța. În 2009 avea o populație de 1,030 de locuitori.